# Soest, Đức
Soest (phát âm tiếng Đức: [ˈzoːst] ⓘ, còn được gọi là 'Sohst'; Westphalia: Saust) là một đô thị nằm ở bang Nordrhein-Westfalen, Đức. Đây là thủ phủ của huyện Soest.